# TRS-80 MC-10
TRS-80 MC-10 Micro Color Computer var en lågprisdator lanserad 1983 av den amerikanska datortillverkaren Tandy.

## Bakgrund
MC-10:ans var tänkt att slå sig in på den del av marknaden som dominerades av billigt byggda och snabbsålda hemdatorer som Sinclairs ZX-81 och Commodores VIC-20. Tandy hade en fördel gentemot konkurrenterna genom redan befintliga försäljningkanaler i form av den egna elektronikaffärskedjan Radio shack.

## Uppbyggnad
MC-10 är till det yttre en mycket liten dator (216 x 178 x 51 mm) med ett enkelt plasttangentbord med 48 tangenter. Internt uppvisar den vissa släktskap med Tandys dyrare hemdatorer i Colour Computer-serien, men den avancerade processorn Motorola 6809 är utbytt mot en enklare 6803 som också förser datorn med två serieportar. Minnet är bantat till 4 Kbyte. På en 8 Kbyte stor ROM finns Microsofts Microcolor BASIC. Grafiken sköts av en separat videoprocessor från Motorola, MC6847. På grund av minnesbrist är grafiken dock begränsad till en mycket låg upplösning. Inläsning och lagring av program sker på kassettband. Som tillbehör fanns modem, en minnesexpansion som utökade minnet till 20 Kbyte, och en enkel termisk skrivare.

## Marknadsposition
Trots att Tandy redan var väletablerade på marknaden både med sina kontorsdatorer i TRS-80-serien och med sina hemdatorer Colour Computer uppnådde MC-10 ingen jämförbar position. Specifikationerna var ytterst blygsamma även för 1983, och priset motsvarade inte fullt ut dessa. Inte heller fanns något upparbetat programvarubibliotek, och Tandy själva tillhandahöll inte mer än ett fåtal kassettband med spel och enklare nyttoprogram. 1984 lades MC-10 ned, efter bara ett år på marknaden.
I Frankrike tillverkade Matra en version av MC-10 på licens, kallad Alice, som via vidareutvecklade modeller klarade sig i ytterligare ett år på den något omognare franska datormarknaden.